# Manuel Akanji
Pour les articles homonymes, voir Akanji.
Manuel Akanji, né le 19 juillet 1995 à Neftenbach, est un footballeur international suisse, possédant également la nationalité nigériane. Il joue au poste de défenseur central à Manchester City.

## Biographie
Manuel Obafemi Akanji naît le 19 juillet 1995 à Neftenbach, dans le canton de Zurich[réf. souhaitée].
Ses parents se rencontrent en 1980 aux États-Unis : son père, nigérian et footballeur amateur, étudiait l'économie à Boston et sa mère, suissesse et joueuse de volleyball, y faisait un voyage au terme de son apprentissage à La Poste. Ils emménagent en Suisse en 1982. Son père y travaille dans le domaine de la finance.
Il a deux sœurs aînées, Michelle Akanji, éditrice culturelle à Zurich et auteur en 2019 d'un reportage radio primé sur leur père,, et la footballeuse et personnalité politique suisse Sarah Akanji.

## Carrière

### En club

#### Débuts en Suisse (2004-2018)
Né le 19 juillet 1995 à Neftenbach d’un père nigérian et d’une mère suissesse, Manuel Akanji commence le football dans le club local, avant de rejoindre le centre de formation du FC Winterthour. Fan durant son enfance de Manchester United, il passe alors sous les radars de la formation suisse, n’étant même pas forcément toujours titulaire chez les moins de 18 ans de son club, croit savoir Gérard Castella, entraîneur national responsable de sa classe d’âge et qui le sélectionne le premier avec l’équipe de Suisse des moins de 20 ans.
Dès 2014, il connaît une progression fulgurante, d’abord avec son club de Winterthour en Challenge League (deuxième division suisse), puis avec le FC Bâle, qu’il rejoint à l’été 2015 et où il joue la Ligue des champions de l'UEFA. Il subit en mars 2016 une rupture des ligaments croisés du genou gauche.

#### Borussia Dortmund (2018-2022)
Le 15 janvier 2018, alors qu'il est convoité par Manchester United, il s'engage finalement au Borussia Dortmund qui lui fait signer un contrat jusqu'en 2022 contre 21 500 000 €. Il joue son premier match sous ses nouvelles couleurs le 2 février 2018, lors d'une rencontre de Bundesliga face au 1. FC Cologne. Il entre en jeu à la place de André Schürrle et son équipe s'impose par trois buts à deux. Il refuse de prolonger, il est écarté de la 1ère équipe.

#### Manchester City (depuis 2022)
En septembre 2022, Akanji signe pour 5 ans avec les champions d'Angleterre Manchester City,,. Il prend alors le numéro 25. Son ancien club de ses débuts, le FC Winterthour, le félicite pour son transfert. Il joue son premier match le 6 septembre, en Ligue des champions contre le FC Séville, après seulement une journée et demie d'entraînement avec son nouveau club. Son club s'impose alors facilement sur un score de 4-0. Son entraîneur Pep Guardiola apprécie particulièrement son match et compare son jeu au pied à celui de son coéquipier Aymeric Laporte.
En août 2024, Akanji remporte le Community Shield face à Manchester United. La rencontre se décide aux tirs au but. Sa tentative réussie offre le titre à son club.
En février 2025, il se blesse durant le match de barrage aller de Ligue des champions perdu 3-2 par les Citizens chez eux contre le Real Madrid, il doit être opéré et sera absent 8 à 10 semaines.
Le 19 avril 2025, il a de nouveau foulé une pelouse après deux mois d'absence, il est entré en jeu lors de la victoire de Manchester City sur la pelouse d'Everton (2-0).

### En sélection
Manuel Akanji honore sa première sélection avec l'équipe nationale de Suisse face aux îles Féroé le 9 juin 2017. Il est titulaire lors de cette rencontre remportée par son équipe (0-2 score final).
Akanji est retenu par le sélectionneur Vladimir Petković dans la liste des 23 joueurs pour participer à la coupe du monde 2018, qui se déroule en Russie. Il est titulaire en défense centrale aux côtés de Fabian Schär lors de cette compétition. La Suisse se hisse jusqu'en huitièmes de finale, où elle est battue par la Suède.
Trois ans plus tard, il est convoqué avec la Suisse pour disputer l'Euro 2020, les suisses iront jusqu'en quarts-de-finale éliminés par l'Espagne aux tirs au but. 
Le 9 novembre 2022, il est sélectionné par Murat Yakın pour participer à la Coupe du monde 2022.
En juin 2024, il figure dans la liste de 26 joueurs appelés par Murat Yakın pour l'Euro 2024. La Suisse est éliminée en quart de finale par l'Angleterre à l'issue des tirs au but. Akanji est le seul tireur de cette séance à échouer dans sa tentative.

## Statistiques
| Saison                | Club                  | Championnat           | Championnat | Championnat | Coupe(s) nationale(s) | Coupe(s) nationale(s) | Supercoupe | Supercoupe | Compétition(s) continentale(s) | Compétition(s) continentale(s) | Compétition(s) continentale(s) | Supercoupe UEFA | Supercoupe UEFA | Coupe du monde des clubs | Coupe du monde des clubs | Suisse | Suisse | Total | Total |
| Saison                | Club                  | Division              | M.          | B.          | M.                    | B.                    | M.         | B.         | Comp.                          | M.                             | B.                             | M.              | B.              | M.                       | B.                       | M.     | B.     | M.    | B.    |
| 2013-2014             | FC Winterthour        | Challenge League      | 2           | 0           | 0                     | 0                     | -          | -          | -                              | -                              | -                              | -               | -               | -                        | -                        | -      | -      | 2     | 0     |
| 2014-2015             | FC Winterthour        | Challenge League      | 33          | 1           | 2                     | 0                     | -          | -          | -                              | -                              | -                              | -               | -               | -                        | -                        | -      | -      | 35    | 1     |
| Sous-total            | Sous-total            | Sous-total            | 35          | 1           | 2                     | 0                     | -          | -          | -                              | -                              | -                              | 0               | 0               | -                        | -                        | -      | -      | 37    | 1     |
| 2015-2016             | FC Bâle               | Super League          | 8           | 0           | 3                     | 0                     | -          | -          | C3                             | 1                              | 0                              | -               | -               | -                        | -                        | -      | -      | 12    | 0     |
| 2016-2017             | FC Bâle               | Super League          | 15          | 4           | 3                     | 1                     | -          | -          | C1                             | -                              | -                              | -               | -               | -                        | -                        | 1      | 0      | 19    | 5     |
| 2017-2018             | FC Bâle               | Super League          | 19          | 1           | 3                     | 1                     | -          | -          | C1                             | 6                              | 0                              | -               | -               | -                        | -                        | 3      | 0      | 31    | 2     |
| Sous-total            | Sous-total            | Sous-total            | 42          | 5           | 9                     | 2                     | -          | -          | -                              | 7                              | 0                              | 0               | 0               | -                        | -                        | 4      | 0      | 62    | 7     |
| 2017-2018             | Borussia Dortmund     | Bundesliga            | 11          | 0           | -                     | -                     | -          | -          | C1+C3                          | -                              | -                              | -               | -               | -                        | -                        | 7      | 0      | 18    | 0     |
| 2018-2019             | Borussia Dortmund     | Bundesliga            | 25          | 1           | 1                     | 0                     | -          | -          | C1                             | 5                              | 0                              | -               | -               | -                        | -                        | 6      | 0      | 37    | 1     |
| 2019-2020             | Borussia Dortmund     | Bundesliga            | 29          | 0           | 3                     | 0                     | 1          | 0          | C1                             | 6                              | 0                              | -               | -               | -                        | -                        | 5      | 0      | 44    | 0     |
| 2020-2021             | Borussia Dortmund     | Bundesliga            | 28          | 2           | 5                     | 0                     | 1          | 0          | C1                             | 7                              | 0                              | -               | -               | -                        | -                        | 12     | 0      | 53    | 2     |
| 2021-2022             | Borussia Dortmund     | Bundesliga            | 26          | 1           | 3                     | 0                     | 1          | 0          | C1+C3                          | 5+1                            | 0                              | -               | -               | -                        | -                        | 7      | 0      | 43    | 1     |
| Sous-total            | Sous-total            | Sous-total            | 117         | 4           | 14                    | 0                     | 3          | 0          | -                              | 24                             | 0                              | 0               | 0               | -                        | -                        | 37     | 0      | 195   | 4     |
| 2022-2023             | Manchester City       | Premier League        | 29          | 0           | 8                     | 0                     | -          | -          | C1                             | 11                             | 1                              | -               | -               | -                        | -                        | 10     | 2      | 58    | 3     |
| 2023-2024             | Manchester City       | Premier League        | 30          | 2           | 6                     | 0                     | 1          | 0          | C1                             | 8                              | 2                              | 1               | 0               | 2                        | 0                        | 14     | 1      | 62    | 5     |
| 2024-2025             | Manchester City       | Premier League        | 26          | 0           | 2                     | 0                     | 1          | 0          | C1                             | 8                              | 0                              | 0               | 0               | 3                        | 0                        | 6      | 0      | 46    | 0     |
| Sous-total            | Sous-total            | Sous-total            | 85          | 2           | 16                    | 0                     | 2          | 0          | -                              | 27                             | 3                              | 1               | 0               | 5                        | 0                        | 30     | 3      | 166   | 8     |
| Total sur la carrière | Total sur la carrière | Total sur la carrière | 279         | 12          | 41                    | 2                     | 5          | 0          | -                              | 58                             | 3                              | 1               | 0               | 5                        | 0                        | 71     | 3      | 460   | 20    |

## Palmarès
|  |  | FC Bâle (3) - Super League (2) - Champion : 2016 et 2017 - Coupe de Suisse (1) - Vainqueur : 2017 |  | Borussia Dortmund (2) - Bundesliga - Vice-champion : 2019 et 2020 - Coupe d'Allemagne (1) - Vainqueur : 2021 - Supercoupe d'Allemagne (1) - Vainqueur : 2019 - Finaliste : 2020 et 2021 |  | Manchester City (7) - Premier League (2) - Champion : 2023 et 2024 - Coupe d'Angleterre (1) - Vainqueur : 2023 - Finaliste : 2024 - Ligue des champions (1) - Vainqueur : 2023 - Supercoupe de l'UEFA (1) - Vainqueur : 2023 - Coupe du monde des clubs de la FIFA (1) - Vainqueur : 2023 - Community Shield (1) - Vainqueur : 2024 |